# 록봉민속교육박물관
록봉민속교육박물관은 부산광역시 강서구 소재의 박물관이다.

## 시설 안내
- 신기한 전자관 - 전화 및 사진기 영상물 각종전자제품 등을 전시하고 체험할 수 있다.
- 재미난 민속관 - 농기구와 생활용품 전시하고 체험할 수 있다.
- 문화체험관 - 옛 여성들이 즐겨 사용하던 물품과 70년대 각종 장난감등을 전시하고 체험할 수 있다.
- 추억의 놀이관 - 바둑, 장기, 구슬치기, 뽑기게임과 각종 갓등을 사용하여 보고 체험할 수 있다.
- 예술체험관 - 명화감상, 옛그림을 완성해요, 에어튜브존, 똑같이 그려보아요, 재미나는 조형활동을 할 수 있다.
- 전통체험관 - 차례상을 차려보아요, 볼풀 박 터트리기, 전통놀이 체험, 전통의상을 입어볼 수 있다. (두레박/옛 우물 펌프)
- 전통요리 체험관 - 계절에 맞는 각종 전통요리 체험할 수도 있다.
- 뮤지업 카페 - 가덕도 앞바다와 거가대교를 한눈에 감상하며 쉴 수 있다.

## 관람 안내
관람 시간
- 10:00 ~ 18:00(단, 입장 시간은 17:00까지)